# Potrero Horcón
Potrero Horcón är en ort i Mexiko.   Den ligger i kommunen Tempoal och delstaten Veracruz, i den sydöstra delen av landet, 260 km norr om huvudstaden Mexico City. Potrero Horcón ligger 143 meter över havet och antalet invånare är 735.
Terrängen runt Potrero Horcón är huvudsakligen platt. Potrero Horcón ligger uppe på en höjd. Runt Potrero Horcón är det ganska tätbefolkat, med 58 invånare per kvadratkilometer. Närmaste större samhälle är Tempoal de Sánchez, 14,1 km sydväst om Potrero Horcón. Omgivningarna runt Potrero Horcón är en mosaik av jordbruksmark och naturlig växtlighet.